# 48715 Balbinot
48715 Balbinot este o planetă minoră (asteroid), cu un diametru de 9,26 km, din centura de asteroizi. A fost descoperită pe 13 septembrie 1996 la Bologna de osservatorio San Vittore⁠(d) și a fost numită după Roberto Balbinot⁠(d). 
Obiectul prezintă o orbită caracterizată de o semiaxă mare de 3,1766408356334 UAi, o excentricitate de 0,12, o înclinație de 4,5 ° în raport cu ecliptica.